# Croton loukandensis
Espèce
Classification APG II (2003)
Croton loukandensis est une espèce de plantes à fleurs du genre Croton et de la famille Euphorbiaceae présente au Gabon.